# Joel Whitburn
Joel Carver Whitburn (Wauwatosa (Wisconsin), 29 november 1939 – Menomonee Falls (Wisconsin), 14 juni 2022) was een Amerikaanse schrijver en musicoloog.
Whitburn kwam op 12-jarige leeftijd in aanraking met de muziekindustrie nadat hij een exemplaar van Billboard had gekocht. Hij stond versteld van de hoeveelheid informatie die daar in stond. Na zijn onafgeronde studietijd had Whitburn diverse baantjes totdat hij werd aangenomen bij RCA Records. Naast zijn baan verzamelde hij tijdschriften en begon een administratie bij te houden van de Billboard Hot 100. In 1970 stopte hij met zijn baan bij RCA Records om zich volledig toe te leggen op het schrijven van boeken. 
Whitburn was eigenaar van Record Research Inc in Menomonee Falls, Wisconsin. Samen met een team van onderzoekers deed hij gedetailleerd onderzoek naar alle Billboardhitlijsten en -publicaties. Record Research publiceert naslagwerken gebaseerd op gegevens uit de verschillende populaire muziek-grafieken en heeft tot op heden meer dan 200 boeken uitgebracht. 
Het bekendste werk van het bedrijf is het boek Top Pop Singles, waarin alle hitgenoteerde singles uit de Billboard-hitlijsten opgenomen zijn, inclusief positie, andere relevante informatie en triviale feiten. 
Verder was Whitburn een verwoed verzamelaar van muziekdragers: Hij laat een van de grootste collecties ter wereld na in zijn ondergrondse kluis. Zijn collectie omvat een kopie van bijna elke single (7"), langspeelplaat (12") en compact disc die in de Billboard-lijsten verschenen. 
In samenwerking met Rhino Records produceerde Whitburn meer dan 150 compilatiealbums van diverse nummers, die meestal zijn samengesteld op basis van de hitlijstprestaties.
Joel Whitburn overleed op 82-jarige leeftijd.
- Bibsys: 90628080
- Bibliothèque nationale de France: cb13770314r (data)
- CiNii: DA03476073
- Gemeinsame Normdatei: 130465321
- International Standard Name Identifier: 0000 0001 0987 8483
- Library of Congress Control Number: n50083270
- Nationale Bibliotheek van Letland: 000213792
- MusicBrainz: c47cb302-3ff2-4ded-8fbb-62f6659f0bb9
- Nationale Bibliotheek van Tsjechië: xx0204385
- Nationale bibliotheek van Australië: 35603714
- Nationale Bibliotheek van Israël: 987007430433305171
- Nederlandse Thesaurus van Auteursnamen: 071751076
- Système universitaire de documentation: 139136274
- Trove: 1011383
- Virtual International Authority File: 74034143
- WorldCat: E39PBJvtbBwVf944FyrRCrp3wC